# Rivard Glacier
Rivard Glacier är en glaciär i Antarktis. Den ligger i Östantarktis. Nya Zeeland gör anspråk på området. Rivard Glacier ligger 800 meter över havet.
Terrängen runt Rivard Glacier är kuperad åt sydväst, men åt nordost är den bergig. Trakten är obefolkad. Det finns inga samhällen i närheten. 